# Rejseholdet
Rejseholdet ("het reizende team", internationale titel: Unit One) is een Deense politieserie voor televisie, die is bedacht en geschreven door Peter Thorsboe met in de hoofdrollen onder anderen Charlotte Fich en Mads Mikkelsen.
De serie is geproduceerd en uitgezonden door de publieke omroep DR. De 32 afleveringen zijn verdeeld over vier seizoenen vanaf 2000 tot 2004. Ongeveer de helft van de afleveringen schreef Thorsboe met Mai Brostrøm. Later bedachten en schreven zij ook de series Ørnen: En krimi-odyssé (The Eagle: A Crime Odyssey, 2004-2006) en Livvagterne (The Protectors, 2009-2010). De auteurs beschouwen de drie series als een samenhangende trilogie.

## Verhaal
Rejseholdet draait om een landelijk werkende politie-eenheid die belast wordt met de lastigste zaken. De vijf teamleden - Ingrid Dahl die de leiding heeft, Allan Fischer, Thomas La Cour, I.P. Sørensen en Gaby Levin - zijn ervaren specialisten die de beschikking hebben over de beste opsporingsmiddelen. Hun mobiele kantoor met de bijnaam "Bunkeren" ("de bunker") is een grote oplegger waarvan de truck bestuurd wordt door ex-profvoetballer Johnny Olsen, die vaak herkend wordt in de plaatsen waar het team neerstrijkt. De serie behoort tot de fictie met verzonnen personages, maar is gebaseerd op waargebeurde misdaden, zoals moorden, ontvoeringen, vrouwenhandel en kinderpornografie. Ook persoonlijke belevenissen en relaties van de hoofdpersonages komen aan bod. 
De titel van de serie Rejseholdet is gebaseerd op Rigspolitichefens Afdeling A (Afdeling A van de Nationale Politiecommissaris), of korter Rejseafdelingen (De reizende afdeling), een speciale politiemacht met landelijke bevoegdheden die vergelijkbaar is met de FBI of de Nederlandse Dienst Landelijke Recherche. Bijzonder is dat de verhalen zich afspelen in allerlei provincieplaatsen verspreid over Denemarken.
Alle afleveringen dragen de titel Assistancemelding (Verzoek om assistentie) gevolgd door een dossiernummer. De afleveringen van 60 minuten zijn afzonderlijk te volgen, maar enkele verhalen zijn verdeeld over meer afleveringen. In de jaren 2000-2002 werden drie seizoenen gemaakt van 9 + 7 + 14 = 30 afleveringen. Daarmee had de serie ten einde zullen zijn, maar op 1e kerstdag 2003 en nieuwjaarsdag 2004 werden de allerlaatste, langere afleveringen 31 en 32 uitgezonden.

## Prijzen
- In 2001 en 2002 kreeg Rejseholdet de Deense prijs voor het beste televisiedrama.
- Mads Mikkelsen kreeg in 2002 de Deense prijs voor Beste tv-acteur voor zijn vertolking van rechercheur Fischer.
- In datzelfde jaar werd aan Rejseholdet een Emmy Award toegekend voor de beste niet-Amerikaanse dramaserie op televisie.

## Rolverdeling
Hoofdpersonages
- Charlotte Fich - Ingrid Dahl, teamleider (32 afleveringen, 2000-2004)
- Mads Mikkelsen - Allan Fischer, rechercheur (32 afleveringen, 2000-2004)
- Lars Brygmann - Thomas La Cour, rechercheur en forensisch onderzoeker (32 afleveringen, 2000-2004)
- Waage Sandø - Jens Peter 'IP' Sørensen, rechercheur (32 afleveringen, 2000-2004)
- Trine Pallesen - Gabriella 'Gaby' Levin, documentaliste (32 afleveringen, 2000-2004)
- Erik Wedersøe - Ulf Thomsen, politiechef (32 afleveringen, 2000-2004)
- Lars Bom - Johnny Olsen, chauffeur (31 afleveringen, 2000-2004)

Bijrollen
- Michael Falch - Jan Boysen, patholoog-anatoom (23 afleveringen, 2000-2004)
- Sebastian Ottenstein - Tobias, zoon van Ingrid (20 afleveringen, 2000-2004)
- Lisbet Lundquist - Kirsten Jørgensen, vrouw van IP (17 afleveringen, 2000-2002)
- Lykke Sand Michelsen - Gry, stiefdochter van Ingrid (15 afleveringen, 2000-2004)
- Benedikte Hansen - Trine Dalgaard, journaliste (11 afleveringen, 2000-2004)
- Ghita Nørby - Bibi, moeder van Ingrid (9 afleveringen, 2002-2004)

Gastrollen (onder anderen)
- Klaus Bondam - afl. 31, 32 (2003-2004)
- Nicolas Bro - afl. 20, 21, 23 (2002)
- Thomas W. Gabrielsson - afl. 28 (2002)
- Bjarne Henriksen - afl. 31, 32 (2003-2004)
- Nikolaj Lie Kaas - afl. 18 (2002)
- Lars Knutzon - afl. 4 (2000)
- Nicolaj Kopernikus - afl. 28 (2002)
- Jesper Lohmann - afl. 18, 27 (2002)
- Søren Malling - afl. 3, 6 (2000)
- Bent Mejding - afl. 31, 32 (2003-2004)
- Lars Mikkelsen - afl. 22 (2002)
- Peter Mygind - afl. 25 (2002)
- Sonja Richter - afl. 28 (2002)
- Morten Suurballe - afl. 24 (2002)
- Susse Wold - afl. 1 (2000)

## Afleveringen
| Aflevering | Titel                                  | Eerste uitzending (in Denemarken) |
| ---------- | -------------------------------------- | --------------------------------- |
| Seizoen 1  |                                        |                                   |
| 1          | Verzoek om assistentie A-15/99         | 1 oktober 2000                    |
| 2          | Verzoek om assistentie A-21/99, deel 1 | 8 oktober 2000                    |
| 3          | Verzoek om assistentie A-21/99, deel 2 | 15 oktober 2000                   |
| 4          | Verzoek om assistentie A-6/00          | 22 oktober 2000                   |
| 5          | Verzoek om assistentie A-11/00         | 29 oktober 2000                   |
| 6          | Verzoek om assistentie A-15/00         | 5 november 2000                   |
| 7          | Verzoek om assistentie A-17/00         | 12 november 2000                  |
| 8          | Verzoek om assistentie A-19/00, deel 1 | 19 november 2000                  |
| 9          | Verzoek om assistentie A-19/00, deel 2 | 26 november 2000                  |
| Seizoen 2  |                                        |                                   |
| 10         | Verzoek om assistentie A-24/00         | 11 maart 2001                     |
| 11         | Verzoek om assistentie A-25/00         | 18 maart 2001                     |
| 12         | Verzoek om assistentie A-26/00         | 25 maart 2001                     |
| 13         | Verzoek om assistentie A-28/00         | 1 april 2001                      |
| 14         | Verzoek om assistentie A-30/00         | 8 april 2001                      |
| 15         | Verzoek om assistentie A-31/00, deel 1 | 15 april 2001                     |
| 16         | Verzoek om assistentie A-31/00, deel 2 | 22 april 2001                     |
| Seizoen 3  |                                        |                                   |
| 17         | Verzoek om assistentie A-2/01          | 30 december 2001                  |
| 18         | Verzoek om assistentie A-3/01          | 6 januari 2002                    |
| 19         | Verzoek om assistentie A-4/01          | 13 januari 2002                   |
| 20         | Verzoek om assistentie A-6/01          | 20 januari 2002                   |
| 21         | Verzoek om assistentie A-7/01, deel 1  | 27 januari 2002                   |
| 22         | Verzoek om assistentie A-7/01, deel 2  | 3 februari 2002                   |
| 23         | Verzoek om assistentie A-9/01          | 10 februari 2002                  |
| 24         | Verzoek om assistentie A-12/01         | 17 februari 2002                  |
| 25         | Verzoek om assistentie A-13/01         | 24 februari 2002                  |
| 26         | Verzoek om assistentie A-15/01         | 3 maart 2002                      |
| 27         | Verzoek om assistentie A-16/01         | 10 maart 2002                     |
| 28         | Verzoek om assistentie A-17/01         | 17 maart 2002                     |
| 29         | Verzoek om assistentie A-19/01, deel 1 | 24 maart 2002                     |
| 30         | Verzoek om assistentie A-19/01, deel 2 | 1 april 2002                      |
| Seizoen 4  |                                        |                                   |
| 31         | Verzoek om assistentie A-05/03, deel 1 | 25 december 2003                  |
| 32         | Verzoek om assistentie A-05/03, deel 2 | 1 januari 2004                    |